# Херцберг-ам-Харц
Хе́рцберг-ам-Харц (нем. Herzberg am Harz, эсп. Hercbergo-ĉe-Harco) — город в Германии, в земле Нижняя Саксония. Входит в состав района Остероде. Население составляет 14 016 человек (на 31 декабря 2009 года). Занимает площадь 71,88 км². Официальный код — 03 1 56 009.
Город подразделяется на 6 городских районов.

## Эсперанто в Херцберге
11 июля 2006 года по решению городских депутатов город получил следующее полное название: «Херцберг — эсперанто-город» (нем. Herzberg — die Esperanto-Stadt), став таким образом первым в мировой истории населенным пунктом, получившим такой статус. Город использует для международных связей язык эсперанто, в частности для общения с жителями города-побратима Гура (Польша). В Херцберге действует культурный центр немецких эсперантистов и Всемирной ассоциации эсперанто. Все приветственные таблички, установленные на въезде в город, а также многие надписи, вывески и указатели в самом городе также написаны на двух языках — немецком и эсперанто.
В местной школе организовано преподавание эсперанто, а библиотека обладает достаточно крупным собранием книг на этом языке. По планам авторов проекта, Херцберг должен послужить моделью двуязычного города, в котором языковая коммуникация осуществляется на двух уровнях — национальном (немецкий язык) и интернациональном (эсперанто).
В ресторане Großer Knollen, расположенном на одноимённой горе (высотой 687 метров), с января 2007 года гостям предлагается двуязычное меню. Вскоре этому примеру последовали два других ресторана. С декабря 2008 года действует «Женьшень-бутик» (эсп. Ginsengo-butiko) с двуязычным меню. В 2011 году во дворике бутика открылось Эсперанто-кафе (эсп. Esperanto-kafejo). Владелец кафе и бутика Харальд Шике является специалистом в области природной медицины, президентом Международной ассоциации природной медицины (эсп. Internacia Naturkuraca Asocio) и также ведёт приём пациентов на двух языках — немецком и эсперанто. В общей сложности на 2012 год меню на эсперанто предлагали 8 ресторанов и кафе города.
Летом 2011 года семья эсперантистов из Польши приобрела в деревне Зибер, входящей в состав Херцберга, трёхзвёздочный отель Zum Pass. Тогда же австрийский эсперантист Амир Явади переехал в Херцберг, где приобрёл старый отель Goldener Hirsch и начал его реконструкцию.

## Население
| Год  | Население |
| ---- | --------- |
| 1990 | 16 180    |
| 1995 | 16 409    |
| 2000 | 15 568    |
| 2005 | 14 872    |
| 2010 | 14 016    |

## Города-побратимы
- Гура (пол. Góra), Польша